# إحنا (مجلة)
إحنا مجلة مصرية موجهة لقطاع الشباب، وهي تصدر من خلال شركة كور بابليكاشيونز Core Publications.
لغة المجلة هي مزيج من العربية الفصحى والعامية المصرية المبسطة، ويشارك في كتابتها مجموعة من الكتاب الشباب بالإضافة إلى مشاركات القُرّاء أنفسهم.
صدرت المجلة لأول مرة في يناير 2005، وتصدر بصورة شهرية منذ ذلك الوقت، وحصلت على جائزة أفضل مطبوعة مصرية في ديسمبر عام 2006 
- الموقع الرسمي لشركة Core Publications

عمل بها صحفيون منهم:
- أحمد العسيلي
- أحمد حمود
- أحمد عطا الله
- أحمد فهمي
- جوزيف عادل
- ريجينا عناني
- شريف حسن
- كريم الدجوى
- مروة رخا
- ياسمين زهدي